# 1444 Pannonia
Az 1444 Pannonia (korábbi jelöléssel 1938 AE) kisbolygóövbeli égitest, amelyet Kulin György fedezett föl 1938. január 6-án Budapesten.
Kulin György a Praesepe-nyílthalmaz északi felében akadt rá a kisbolygóra. Legközelebb csak január 22-én tudta észlelni, de február 25-éig további hat felvételt készített róla, majd három évvel később, 1941-ben sikerült újra megtalálnia. Legközelebb csak 1950-ben észlelték, viszonylag nagy pályahajlása miatt 1991-ig csak 24 megfigyelés gyűlt róla össze.